# Danone Nations Cup
 (août 2018).
La Danone Nations Cup est une compétition internationale de football pour les enfants de 10 à 12 ans (catégorie U12) organisée chaque année depuis 2000, à l'initiative du groupe Danone. 
Depuis dix ans, Zinédine Zidane parraine ce tournoi.

## Historique
Surfant sur la ferveur française de la Coupe du monde 98, le Groupe Danone décide de créer un tournoi de football mondial pour les enfants.
La finale mondiale de la Danone Nations Cup a eu lieu en France (Paris ou Lyon) jusqu'en 2009. Pour ses 10e et 11e éditions, les finales sont organisées à l'Orlando Stadium de Johannesburg, en Afrique du Sud - le même pays et la même année que la Coupe du monde des professionnels. Le Santiago Bernabéu à Madrid en 2011 et le Stade national de Varsovie en 2012 ont également accueilli la compétition. Pour sa 14e édition, les trente-deux équipes se sont invitées sur la pelouse du légendaire stade de Wembley à Londres. En 2014, la Coupe du monde des jeunes se déroula au Brésil, puis au Maroc l'année suivante au Grand Stade de Marrakech.
En 2013, les U12 du Racing Club de Lens gagnent le tournoi national français et représentent la France à Wembley. Le 7 septembre 2013, les Bleus remportent la finale contre le Brésil aux tirs au but après leur match nul (0-0). La France décroche ainsi sa 3e Danone Nations Cup. En 2015, c'est les lions d'Atlas du Maroc qui remportent la Coupe en étant le pays hôte.

## Tournois
| Année | Lieu                                | Garçons        | Garçons   | Filles    | Filles    |
| Année | Lieu                                | Vainqueur      | Finaliste | Vainqueur | Finaliste |
| ----- | ----------------------------------- | -------------- | --------- | --------- | --------- |
| 2000  | Parc des Princes, Paris             | France         | Turquie   |           |           |
| 2001  | Parc des Princes, Paris             | La Réunion     | Pays-Bas  |           |           |
| 2002  | Parc des Princes, Paris             | Argentine      | Pays-Bas  |           |           |
| 2003  | Parc des Princes, Paris             | Afrique du Sud | Portugal  |           |           |
| 2004  | Parc des Princes, Paris             | Espagne        | Suisse    |           |           |
| 2005  | Stade de Gerland, Lyon              | Russie         | Turquie   |           |           |
| 2006  | Stade de Gerland, Lyon              | La Réunion     | Suisse    |           |           |
| 2007  | Stade de Gerland, Lyon              | Afrique du Sud | France    |           |           |
| 2008  | Parc des Princes, Paris             | France         | Russie    |           |           |
| 2009  | Orlando Stadium, Johannesburg       | Afrique du Sud | Suisse    |           |           |
| 2010  | Orlando Stadium, Johannesburg       | Mexique        | Uruguay   |           |           |
| 2011  | Santiago Bernabéu, Madrid           | Brésil         | Thaïlande |           |           |
| 2012  | Stade national, Varsovie            | Corée du Sud   | Japon     |           |           |
| 2013  | Wembley Stadium, Londres            | France         | Brésil    |           |           |
| 2014  | Arena Corinthians, São Paulo        | Japon          | Paraguay  |           |           |
| 2015  | Grand Stade de Marrakech, Marrakech | Maroc          | Mexique   |           |           |
| 2016  | Stade de France, Paris              | Allemagne      | Japon     |           |           |
| 2017  | Red Bull Arena, New York            | Mexique        | Argentine | Brésil    | Canada    |
| 2018  | Estadi RDCE, Barcelone              | Brésil         | Hongrie   | France    | Italie    |
| 2019  | Estadi RDCE, Barcelone              | Mexique        | Espagne   | Espagne   | France    |

### Récompenses édition 2012
- Prix du fair-play : Irelande
- Meilleur joueur : Naoki Y.  Japon
- Meilleur gardien : Luigi V.  Italie
- Meilleur buteur : Amine GOUIRI  France

### Récompenses édition 2013
- Prix du fair-play :  Japon
- Meilleur joueur : Hiro  Japon
- Meilleur gardien : Osvaldo  Mexique
- Meilleur buteur : Bobby  Angleterre

### Récompenses édition 2014
- Prix du fair-play :  Corée du Sud
- Meilleur joueur : Ivar Santiago  Paraguay
- Meilleur gardien : Reynaldi Saela  Indonésie
- Meilleur buteur : Ryousei  Japon

### Titres et finales

#### Garçons
| Équipe         | Victoire             | Finale perdue        |
| -------------- | -------------------- | -------------------- |
| France         | 3 (2000, 2008, 2013) | 1 (2007)             |
| Mexique        | 3 (2010, 2017, 2019) | 1 (2015)             |
| Afrique du Sud | 3 (2003, 2007, 2009) | 0                    |
| La Réunion     | 2 (2001, 2006)       | 0                    |
| Brésil         | 2 (2011, 2018)       | 1 (2013)             |
| Russie         | 1 (2005)             | 1 (2008)             |
| Japon          | 1 (2014)             | 2 (2012, 2016)       |
| Argentine      | 1 (2002)             | 1 (2017)             |
| Espagne        | 1 (2004)             | 1 (2019)             |
| Corée du Sud   | 1 (2012)             | 0                    |
| Maroc          | 1 (2015)             | 0                    |
| Allemagne      | 1 (2016)             |                      |
| Suisse         | 0                    | 3 (2004, 2006, 2009) |
| Turquie        | 0                    | 2 (2000, 2005)       |
| Pays-Bas       | 0                    | 2 (2001, 2002)       |
| Portugal       | 0                    | 1 (2003)             |
| Uruguay        | 0                    | 1 (2010)             |
| Thaïlande      | 0                    | 1 (2011)             |
| Paraguay       | 0                    | 1 (2014)             |
| Hongrie        | 0                    | 1 (2018)             |

#### Filles
| Équipe  | Victoire | Finale perdue |
| ------- | -------- | ------------- |
| France  | 1 (2018) | 1 (2019)      |
| Brésil  | 1 (2017) | 0             |
| Espagne | 1 (2019) | 0             |
| Canada  | 0        | 1 (2017)      |
| Italie  | 0        | 1 (2018)      |